# Chlorolydella caffrariae
Chlorolydella caffrariae är en tvåvingeart som beskrevs av Townsend 1933. Chlorolydella caffrariae ingår i släktet Chlorolydella och familjen parasitflugor. Inga underarter finns listade i Catalogue of Life.